# Ganggrab Rishøj (Vordingborg)

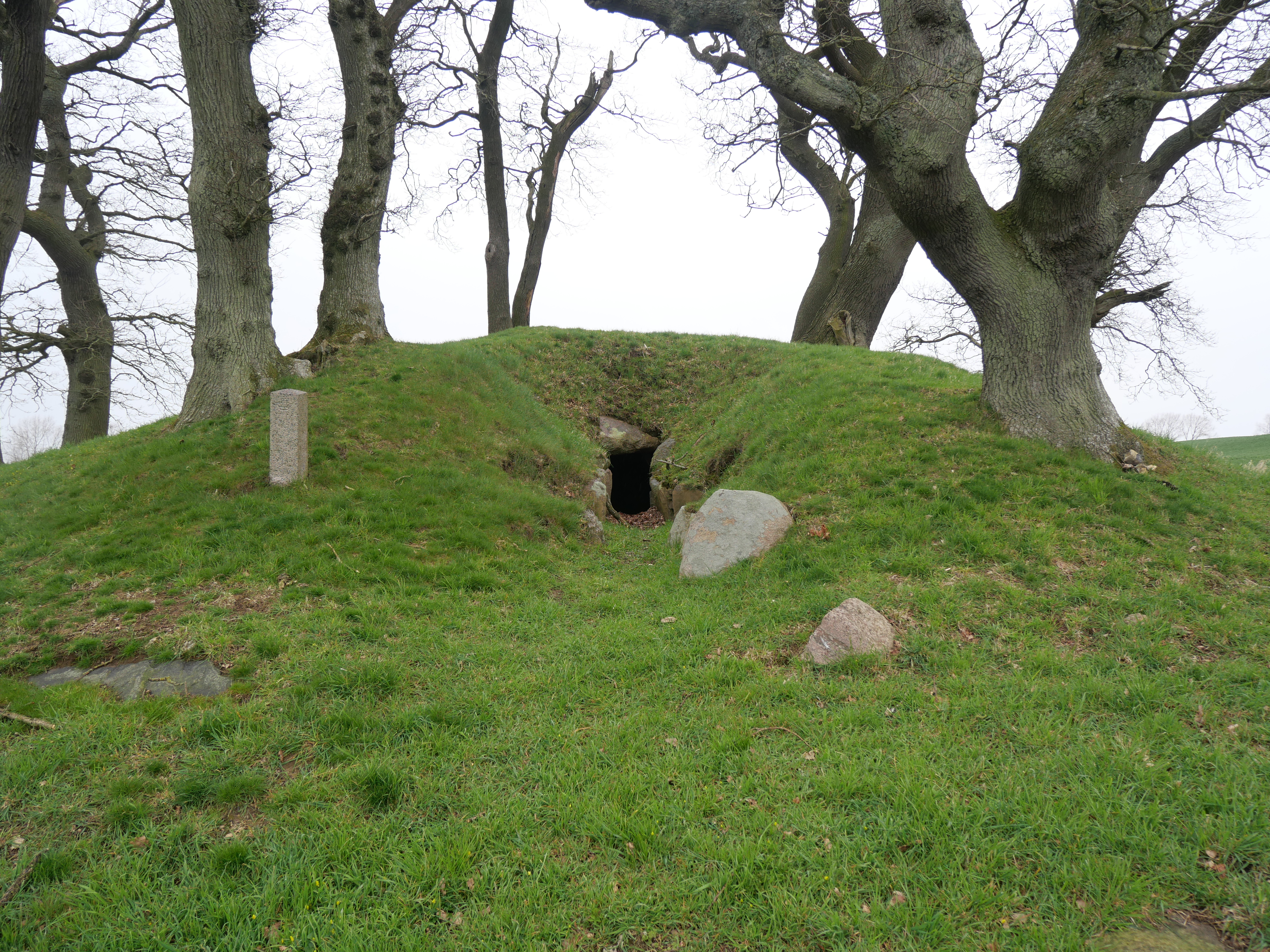
Der Eingang zum Ganggrab Rishøj

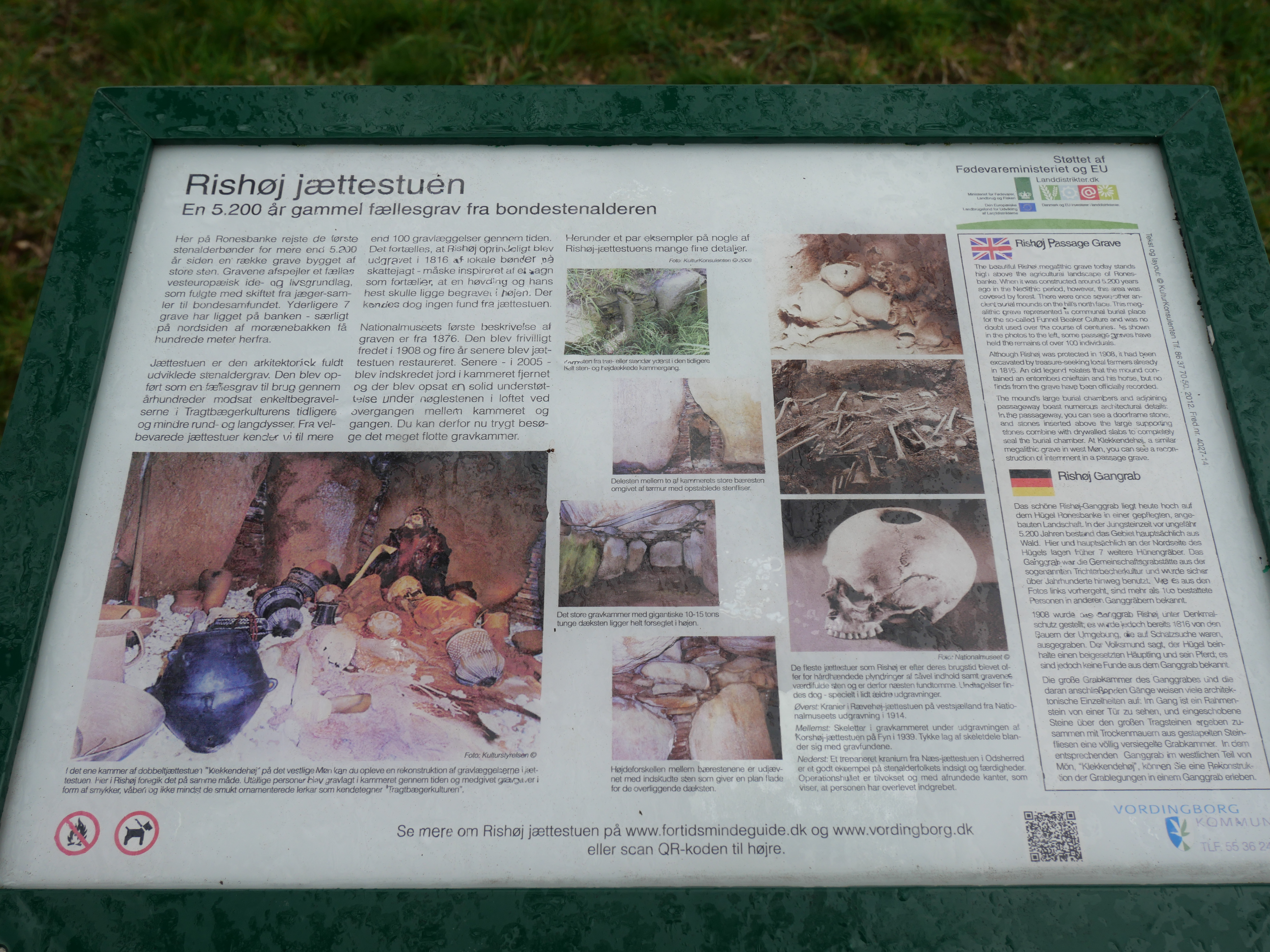
Informationstafel am Eingang zum Ganggrab Rishøj

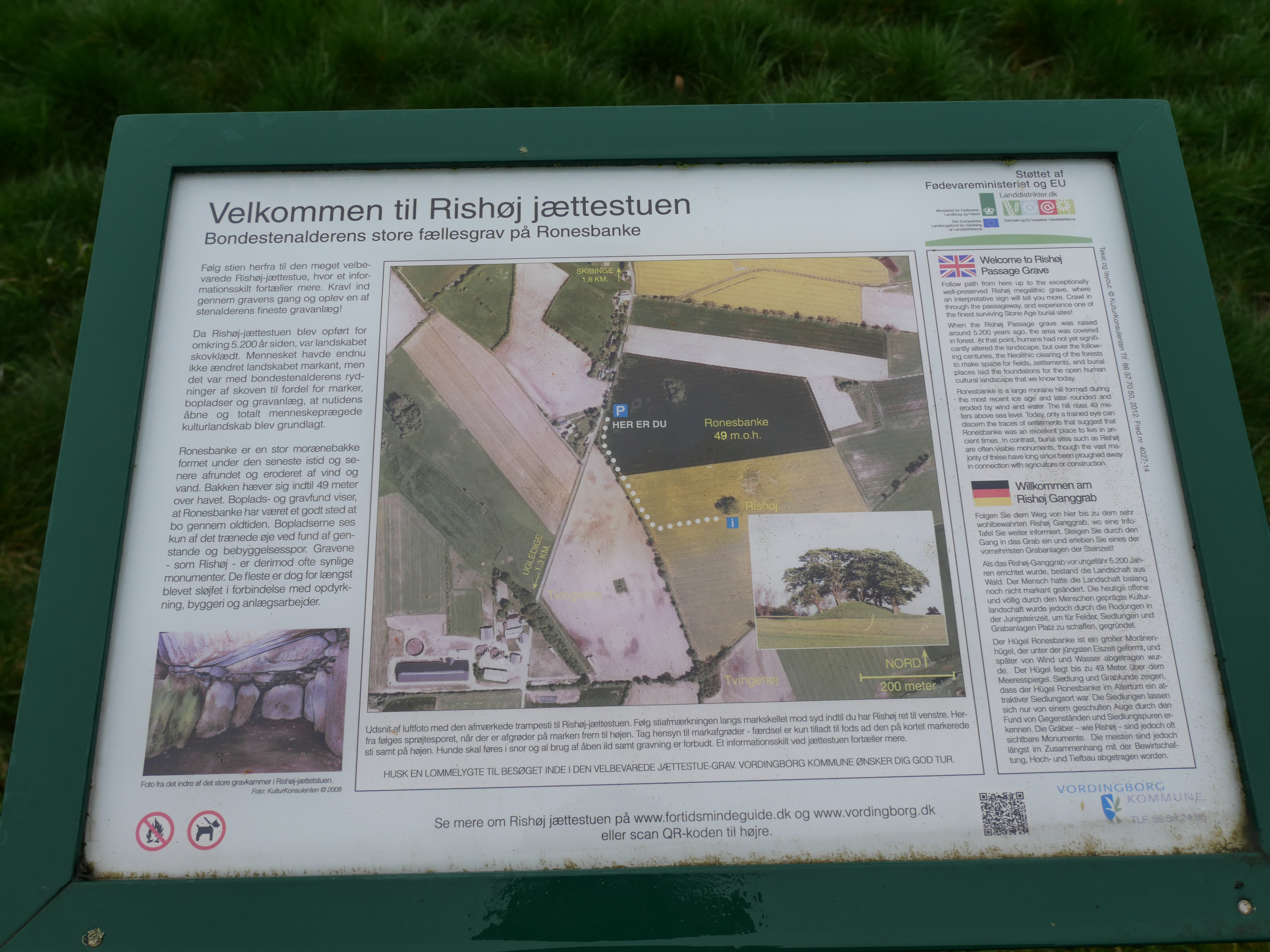
Informationstafel an der Straße nahe des Ganggrabs Rishøj

Das gut erhaltene Ganggrab Rishøj (dänisch Rishøj jættestue) liegt in der hügeligen Moränenlandschaft „Ronesbanke“ bei Ammendrup, südlich von Præstø auf der dänischen Insel Seeland. Ein gleichnamiger Hügel mit drei Ganggräbern liegt in der Lejre kommune. Eine Grabhügel dieses Namens liegt in der Holstebro kommune.
Der Rishøj stammt aus der Jungsteinzeit etwa 3000 v. Chr. und ist eine Megalithanlage der Trichterbecherkultur (TBK). Das Ganggrab ist eine Bauform jungsteinzeitlicher Anlagen, die aus einer Kammer und einem baulich abgesetzten, lateralen Gang besteht. Diese Form ist primär in Dänemark, Deutschland und Skandinavien sowie vereinzelt in Frankreich und den Niederlanden zu finden. Das Ganggrab lag nicht allein auf dem Moränenhügel. Aus dem Register des Nationalmuseums sind sieben weitere, jetzt verschwundene Anlagen auf dem Hügel bekannt.

## Beschreibung
Das Ganggrab Rishøj wird 1876 zum ersten Mal beschrieben, und die besonders trockenen Wände mit dem Zwischenmauerwerk zwischen den Tragsteinen und die flachen Steine über der Kammer werden bereits bemerkt. Ebenso der gepflasterte Kammerboden, der heute nicht mehr zu sehen ist. Die durch Zwischenlagen eben gemachte Oberfläche der Tragsteine bildet die Auflagefläche für die vier großen Steine, die mit den beiden etwas kleineren Decksteinen am Nordende die Kammerdecke bilden. Die etwa 6,5 m lange, Südwest-Nordost orientierte Kammer wird von 14 leicht einwärts geneigten Tragsteinen gebildet. In der Kammermitte mündet der etwa 6,0 m lange, nach Südosten weisende Gang. Hier gab es früher einen kleinen Zugang, der durch einen Stein oder eine Holztür verschlossen war. Mit Ausnahme der beiden inneren fehlen die Platten der Zwischenmauerwerke im Gang. Die Randsteine, die den hohen Hügel eingeschlossen, sind nicht sichtbar, können aber durch den abgerutschten Hügel verdeckt sein.
Die Informationen des Nationalmuseums von 1876 besagen, dass das Ganggrab 1816 von lokalen Bauern auf der Suche nach Kostbarkeiten ausgegraben wurde – aber sie fanden nichts. Eine alte Sage erzählt, dass ein Häuptling und sein Pferd in dem Hügel begraben wurden. Der Rishøj wurde 1908 unter Schutz gestellt und 1912 restauriert. 2005 wurde die Kammer leichter zugänglich gemacht.